# Johan Petter Johansson

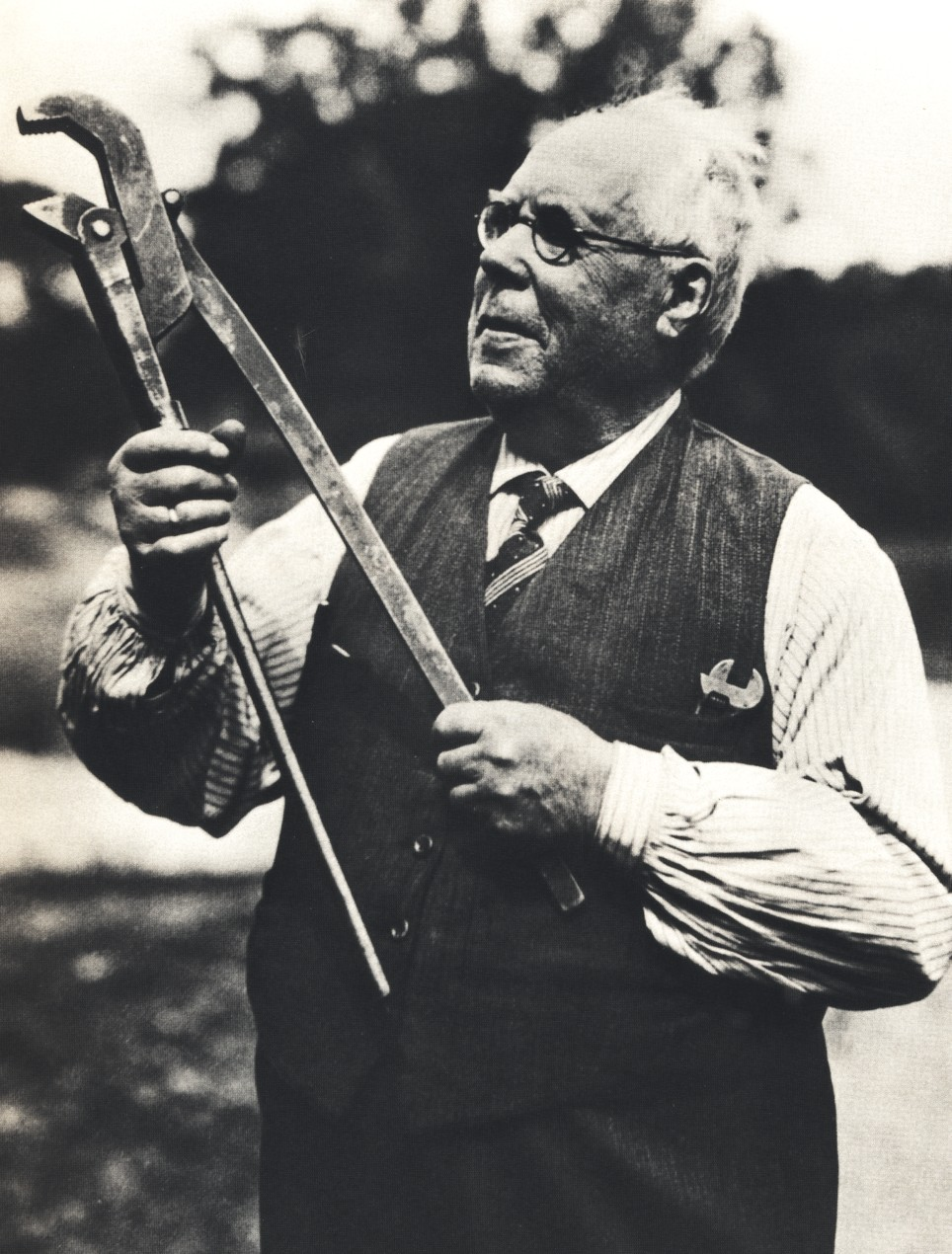
J. P. Johansson mit einer Rohrzange, in der Brusttasche trägt er keinen Engländer, sondern einen Rollgabelschlüssel (1930er Jahre).

Johan Petter Johansson (* 12. Dezember 1853 in Vårgårda; † 25. August 1943) war ein schwedischer Erfinder und Industrieller. Er erfand einen modernen Engländer (erhält am 11. Mai 1892 ein Patent auf diesen Engländer) und meldete insgesamt über 100 Patente an.
Johansson arbeitete zunächst als Assistent an einer Dampfmaschine einer örtlichen Torffabrik. 1873 verließ er seinen Geburtsort Vårgårda, um in Motala als Ingenieur zu arbeiten. Nach seinem Wehrdienst zog er 1874 nach Eskilstuna und arbeitete für Munktells. 1878 fand er in Västerås eine Anstellung in einer mechanischen Werkstatt. Danach arbeitete er als Schmied auf einem nahegelegenen Bauernhof.
Um diese Zeit fasste er den Entschluss, in die USA auszuwandern, den er nie umsetzte. Stattdessen nahm er ein Angebot für eine bessere Stelle bei seinem früheren Arbeitgeber Munktells an.
1886 gründete er die Enköpings Mekaniska Verkstad (Mechanische Werkstatt von Enköping), die schnell zu einem erfolgreichen Unternehmen wurde. Während seiner Zeit in der Werkstatt erfand er den Engländer und die Rohrzange. Ab 1890 vertrieb die B.A. Hjort & Company seine Werkzeuge unter der Marke Bahco. Bis heute wurden über 100 Millionen Rohrzangen hergestellt.
1916 übergab Johansson das Unternehmen seinem Sohn, Hannes Brynge. Dieser experimentierte mit elektrischen Werkzeugen und eröffnete 1919 eine neue Fabrik, in der elektrische Pendel und verschiedene andere Apparate hergestellt wurden.
| Personendaten    | Personendaten                           |
| ---------------- | --------------------------------------- |
| NAME             | Johansson, Johan Petter                 |
| KURZBESCHREIBUNG | schwedischer Erfinder und Industrieller |
| GEBURTSDATUM     | 12. Dezember 1853                       |
| GEBURTSORT       | Vårgårda                                |
| STERBEDATUM      | 25. August 1943                         |